# Indomables (película)
On Swift Horses (Indomables en su versión en España) es una película estadounidense de drama romántico de 2024 dirigida por Daniel Minahan y escrita por Bryce Kass. Basada en la novela de Shannon Pufahl de 2019, está protagonizada por Daisy Edgar-Jones, Jacob Elordi, Will Poulter, Diego Calva y Sasha Calle .
Tuvo su estreno mundial en el Festival Internacional de Cine de Toronto de 2024 el 7 de septiembre de 2024 y fue estrenada en Estados Unidos por Sony Pictures Classics el 25 de abril de 2025.

## Sinopsis
Al su regreso de su esposo Lee de la Guerra de Corea, Muriel y el inician una nueva vida en California que se ve alterada por la llegada del carismático hermano menor de Lee, Julius. Lee quiere construir una vida para los tres en San Diego, pero Julius, atormentado por su homosexualidad, decide viajar a Las Vegas, donde encuentra empleo en un casino y conoce a Henry, un compañero de trabajo. Julius y Henry se enamoran y ambos comienzan una relación romántica  en secreto, viviendo juntos en una habitación de motel desde la que comienzan a estafar al casino. Mientras tanto, Muriel tiene su propia segunda vida en California, apostando en carreras de caballos usando información privilegiada y descubriendo un amor que nunca creyó posible tras conocer a su vecina Sandra.

## Elenco
- Daisy Edgar-Jones como Muriel Edwards Walker, la esposa de Lee
- Jacob Elordi como Julius Walker, hermano de Lee, un veterano de la Guerra de Corea.
- Will Poulter como Lee Walker, el esposo de Muriel y hermano de Julius.
- Diego Calva como Henry, el amante de Julio
- Sasha Calle como Sandra, vecina y amante de Muriel.
- Kat Cunning como Gail
- Don Swayze como Terence

El productor Peter Spears y el director Daniel Minahan anunciaron en julio de 2021 que estaban desarrollando la película con Tim Headington y su productora Ley Line Entertainment, y que Bryce Kass adaptaría la novela de Shannon Pufahl. Mollye Asher y Michael D'Alto de FirstGen Content, junto con Theresa Steele Page de Ley Line Entertainment, se unirían más tarde a Spears, Minahan y Headington como productores de la película, con financiación de Ley Line Entertainment y FirstGen junto con Wavelength. Los productores ejecutivos de la película son el guionista Bryce Kass, Alvaro Valente, Christine Vachon y Mason Plotts para Killer Films, Nate Kamiya y David Darby para Ley Line Entertainment, Randal Sandler, Claude Amadeo y Chris Triana para FirstGen, y Jennifer Westphal y Joe Plummer para Wavelength, junto con Lauren Shelton, Jeffrey Penman, Jacob Elordi, Daisy Edgar-Jones, Teddy Schwarzman y John Friedbe.
El rodaje comenzó en Los Ángeles el 28 de febrero de 2023. Diego Calva reveló a Variety que él y Jacob Elordi tienen algunas "escenas bastante calientes"  y que "tuvo como un dolor de cuello durante la primera semana solo por besar" a Elordi.

## Lanzamiento
Tuvo su estreno mundial en el Festival Internacional de Cine de Toronto de 2024 el 7 de septiembre de 2024. En octubre de 2024, Sony Pictures Classics adquirió los derechos de distribución de la película en América del Norte y América Latina, Turquía, Escandinavia, Europa del Este, Sudeste Asiático, India, Italia, Australia y Nueva Zelanda. Un artículo de Variety extraído de conversaciones con el copresidente de SPC, Michael Barker, mencionó la película como parte de la programación de la compañía para el año siguiente. Después del TIFF, la película se proyectó en público en la Proyección Secreta del Festival Internacional de Cine de Palm Springs el 10 de enero de 2025. También fue la película de la noche de clausura de South by Southwest, el 13 de marzo de 2025. La película se estrenó en los EE. UU. el 25 de abril de 2025. En Francia se estrenó bajo el título Les Indomptés ('The Untamed') por Metropolitan Filmexport el 30 de abril de 2025. En España la distribuidora fue la independiente Beta Fiction Spain, a partir del 25 de julio de 2025.

## Marketing
El marketing de la película ha sido criticado por publicaciones como Variety y Washington Blade por minimizar con frecuencia, y en ocasiones no mencionar, el hecho de que muchos de los personajes y relaciones de la película son LGBTQ+. El crítico cinematográfico jefe de Variety, Peter Debruge, señaló en su reseña que la película era "una historia de amor gay" y señaló que esto no se había mencionado en algunos de los materiales de marketing oficiales. "Parece lo contrario de un spoiler —una mezcla de consumer service y argumento de venta— abordar lo que los carteles del festival solo insinúan tímidamente, usando frases como "autodescubrimiento" (Toronto) y "explorar un amor que nunca soñó posible" (SXSW)". Debruge también declaró que las sinopsis oficiales de la trama de la película habían sido "deliberadamente engañosas" y habían engañado a la gente sobre la naturaleza de la conexión entre los protagonistas masculinos y femeninos, así como el hecho de que estas sinopsis evitan mencionar que ambos personajes mantienen relaciones homosexuales en la película. Este drama de época queer explora los desafíos de salir del armario en la década de 1950, como dos personajes que no se sienten atraídos el uno por el otro —como nos harían creer esas sinopsis deliberadamente engañosas—, sino por miembros de su mismo género.
The Washington Blade, el periódico LGBTQ más antiguo de Estados Unidos, elogió la película, pero criticó su promoción, señalando que «la promoción de Sony Pictures evita hacer referencia a la sexualidad queer de los personajes principales». En una reseña, John Paul King declaró: «Quizás no lo sepas por la campaña publicitaria, pero el último proyecto cinematográfico del actor revelación de “Euphoria” y símbolo sexual Jacob Elordi es una historia de amor 100 % gay» e «inequívocamente una película queer». King describió la relación entre Elordi y el personaje de Diego Calva como «alegremente afirmativa queer», y criticó que la promoción le hubiera restado importancia: «La promoción de Sony Pictures —que evita hacer referencia directa a la sexualidad de sus dos personajes principales, insinuando en cambio «deseos secretos» e insinuando una conexión romántica entre Elordi y Edgar-Jones— no solo parece un error de cálculo, sino una bofetada». La reseña concluyó comentando que el mensaje positivo de la película sobre las relaciones queer debería ser algo que se deba destacar, no ocultar en el marketing: "Aunque es una mirada elocuente y discretamente perspicaz a la historia cultural estadounidense, incorpora esas observaciones en una historia melancólica, agridulce, pero de alguna manera imposiblemente esperanzadora, que enfatiza la validez del amor queer. Eso es algo que se debe celebrar, no enterrar".

## Recepción

### En taquilla
En Estados Unidos y Canadá, On Swift Horses se estrenó junto con The Accountant 2, Until Dawn, The Legend of Ochi, Cheech &amp; Chong's Last Movie y los relanzamientos de 2025 de Star Wars: Episode III – Revenge of the Sith, Happy Gilmore y Pink Floyd: Live at Pompeii, y recaudó $542,360 durante el fin de semana del 25 al 27 de abril, ocupando el puesto 14 en taquilla.

### En la crítica
En el agregador de críticas Rotten Tomatoes, el 50 % de las 108 reseñas de críticos son positivos. El resumen de la web lee: "On Swift Horses saca provecho de un sólido reparto al tiempo que aborda temas de gran riqueza contemplativa sobre la sociedad, la sexualidad y la moralidad con un final bastante astuto." Metacritic, que usa una media ponderada, le asignó una puntuación de 65 sobre 100, basado en 21 críticos, indicando reseñas "en general, favorables" .
Jourdain Searles, de The Hollywood Reporter, escribió que la película es "hermosa, conmovedora y merece ser vista en la gran pantalla. Elordi ofrece su mejor interpretación hasta la fecha como Julius, mostrando su lado más sensible y vulnerableSus escenas de amor con Calva son tiernas y emocionantes... Calva demuestra que su memorable papel en la subestimada Babylon de hace dos años fue solo un preludio. Tiene muchísimo más que ofrecer". Respecto a Edgar-Jones, Searles escribió: "En quizás su papel más sustancioso desde Normal People, Edgar-Jones ofrece una interpretación discreta como Muriel, permitiéndonos conocerla a través de gestos y expresiones sutiles". 
Christian Zilko de IndieWire le dio a la película una calificación de A-, elogiando el guion, la cinematografía y la dirección: "El guion de Bryce Kass (basado en la novela homónima de Shannon Pufahl) se mueve en una línea ideal entre el sentimentalismo y la amargura, mientras que [el director] Minahan y el director de fotografía Luc Montpellier filman todo, desde escenas de sexo tórridas hasta paseos a la luz de la luna en Nochebuena, con la elegancia que se merece".
Nicolas Rapold, del Financial Times, escribió: «Minahan y su elenco no reducen los romances de Julius o Muriel a un vehículo para una tragedia de prestigio o un entretenimiento apasionado. Sus experiencias parecen reflejar cualquiera de las innumerables vidas o amores limitados por la conformidad social y los prejuicios de la época. Si bien el glamour podía deslumbrar en las pantallas y las alfombras rojas del festival, las atractivas estrellas... se ponen al servicio de algo que a veces puede parecer aún más raro: verdades emocionales ordinarias».
Mientras tanto, en una reseña más disidente, Pete Hammond, de Deadline Hollywood, sostiene que se entrelazan demasiados desarrollos argumentales "[...] a lo largo de esta película inconexa, que parece no poder decidir qué hilo seguir ni en qué personaje centrarse, y así lo hace todo. Edgar-Jones también parece tener dificultades para comprender quién es Muriel... Poulter es el pobre alma perdida en todo esto, y podría haber sido el antagonista... pero en realidad es un buen chico. Elordi se está convirtiendo en uno de los actores más interesantes del momento, especialmente después de que Saltburn y Euphoria hayan consolidado su reputación de símbolo sexual. Si alguna vez hacen una nueva versión de Hud, él es el indicado. Sin embargo, es Calva, el descubrimiento de Babylon de Damien Chazelle, quien destaca, un personaje intrigante sin duda. Y Calva da en el clavo, tanto dentro como fuera de la cama con Elordi. [Además] La cinematografía dorada de Montpellier refleja a la perfección la... el encanto de la época, y la película luce estupenda." 
La principal revista queer de Alemania escribió: «Los dos chicos trabajan por las noches en el casino y pasan el día en la cama, teniendo sexo con sus elegantes cuerpos. Los fans de las telenovelas disfrutarán de su dinero, al igual que los fans de Elordi. El resto puede esperar una sátira involuntaria».

## Banda sonora
La banda sonora original de la película fue compuesta por Mark Orton. Una canción original para la película, "Song for Henry", fue escrita por el cantautor Loren Kramar y Sean O'Brien e interpretada por Kramar para la banda sonora. En una publicación en Instagram, Kramar dijo: "Ser parte de este proyecto, que tiene todo que ver con las vidas queer y la búsqueda continua de uno mismo, es un privilegio". La banda sonora fue lanzada digitalmente por Madison Gate Records el 25 de abril de 2025, el mismo día del estreno de la película en cines en Estados Unidos. Además de la banda sonora original de Orton y "Song for Henry" de Kramar, la banda sonora también incluyó una versión a capela de la canción de los años 50 "Mr. Blue", interpretada por Kramar durante los créditos iniciales de la película.